# Palicures
Os palicures são um grupo indígena que habitam às margens do rio Urukauá, afluente do Uaçá, na Terra Indígena Uaçá, no Norte do estado brasileiro do Amapá, além da Guiana Francesa. Eles ocupam a região do rio Oiapoque e falam a língua palicur.
Os primeiros nativos encontrados pelo navegador Cristóvão Colombo quando ele chegou à América em 1492 eram os taínos, parentes próximos dos palicures.